# Viñedo de Côtes d'Auvergne
El viñedo de Auvernia (en francés, conocido como Vignoble des Côtes d'Auvergne) es una región vitícola francesa, que se extiende al norte de Riom al sur de Issoire, pasando por Clermont-Ferrand, entre la cadena de Puys y la ribera del Allier. El viñedo está vinculado a la región vitícola del valle del Loira y está clasificado como AOVDQS por decreto de 17 de mayo de 1951.

## Historia
Tercer departamento vitícola francés a finales del siglo XIX, el Puy-de-Dôme ya no cuenta con más que 1000 hectáreas de vides (en total 1816 declaraciones de cosecha en 2005), incluidas 460 hectáreas cultivadas por profesionales - 410 hectáreas en Côtes d'Auvergne AOVDQS y 50 hectáreas de vin de pays de Puy-de-Dôme -, y el resto en cultivo familiar.
Creada en 1948, la hermandad de los Camaradas del Bousset de Auvernia (bousset: tonelete portátil) tiene por objeto defender y promover el viñedo de Côtes de Auvergne. Este viñedo antiguo, cuyo renacimiento es innegable, progresó especialmente desde 1990. Destacan las añadas 2003 y 2005.
Desde 1977, el nombre genérico "Côtes d'Auvergne" puede ir seguido del uno de los cinco nombres locales, que son, de norte a sur:
- Madargue (12 ha);
- Chateaugay (64 ha);
- Chanturgue (6 ha);
- Corent (32 ha);
- Boudes (45 ha).

## Los vinos
Los vinos blancos se elaboran con uva chardonnay. Su grado de alcohol natural puede estar entre 13 y 14. Algunos, envejecidos en barrica, son de crianza. Envejecidos en barrica o no, en una cata a ciegas pueden confundir por su calidad.
Los rosados o grises son elaborados mayoritariamente con la variedad gamay. Muy afrutado, más bien seco, se consume fresco y joven. El más conocido es el rosé de Corent.
Los vinos tintos se hacen con uva gamay o pinot noir o un ensamblaje de las dos. Según la variedad, la vinificación y la crianza, los tintos pueden tener sabor a fruta y redondos, o ser mucho complejos y estructurados.
Algunos vinos de la tierra de Puy-de-Dôme (blanco, rosado, tinto) sorprenden por sus calidades, por ejemplo, los tintos resultantes de la vid syrah.
- Datos: Q1151017
- Multimedia: Côtes d'Auvergne (AOC) / Q1151017